# マイクロビキニ
マイクロビキニは、着用する者の身体の最小限のプライベートゾーンだけを覆うよう、大胆にデザインされた水着であり、ビキニの一種である。英語圏ではマイクロキニ（英: Microkini）という。

## 概要
熱帯の民族が着用したごく小さな衣類に基づいて形作られている。1995年には過激なデザインのマニアのオンラインのコミュニティにおいて、マイクロキニと呼ばれるようになったが、しばしばマイクロビキニとも呼ばれている。
マイクロビキニは、幅の狭いTバックや、性器を覆うだけの細い布地が付いたGストリングなどが一般的である。
マイクロビキニはヌーディズムと旧来の水着の中間に位置するものであり、法的な制約の枠内で最大限に挑発的な水着として発展した。1990年代以降、世界において何十ものメーカーが男女のためにマイクロビキニを生産している。

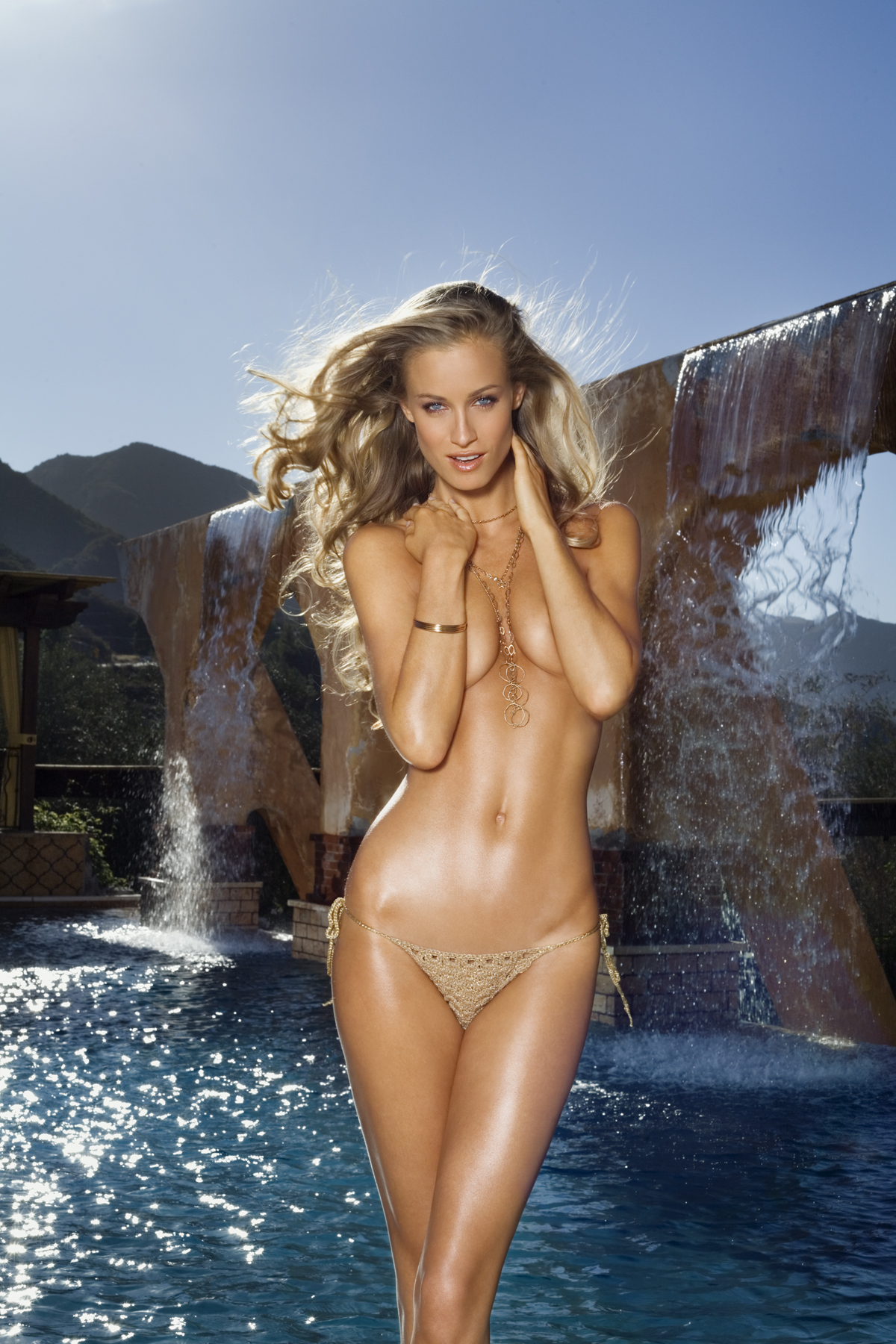
ミケーレ・マーキンのマイクロビキニ
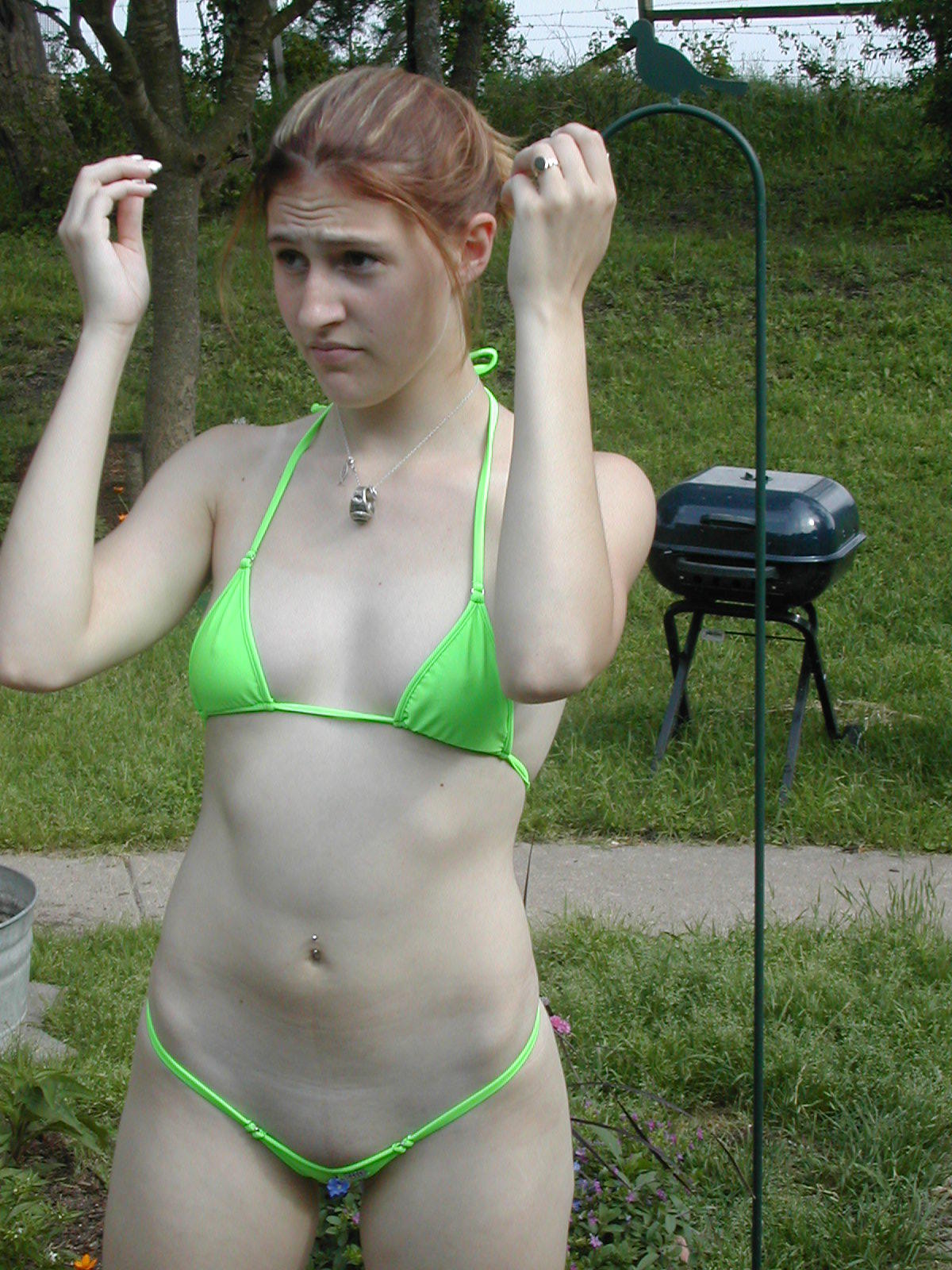
マイクロビキニ
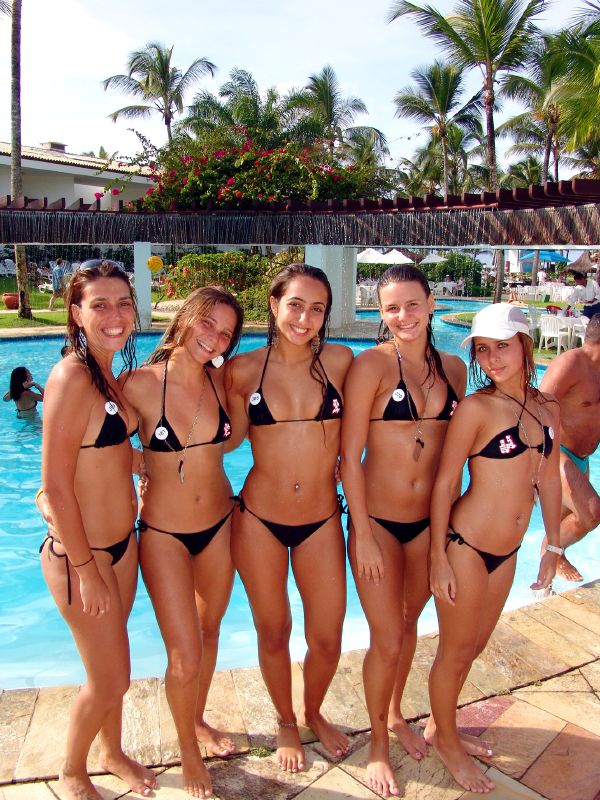
マイクロビキニ集団